# Emphytoecia alboliturata
Emphytoecia alboliturata är en skalbaggsart som först beskrevs av Blanchard 1851.  Emphytoecia alboliturata ingår i släktet Emphytoecia och familjen långhorningar. Inga underarter finns listade i Catalogue of Life.